# Jerry’s Kids
Jerry’s Kids war eine 1981 gegründete Band aus Braintree, die zur ersten Generation der Bostoner Hardcore-Bands zählte und auf dem stilprägenden Sampler This Is Boston, Not L.A. vertreten war.

## Geschichte
Jerry’s Kids wurde 1981 von den Brüdern Bryan und Rick Jones, Dave Aronson, Bob Cenci und Brian Betzger gegründet. Der Bandname ist an die Muscular Dystrophy Association (MDA) angelehnt, eine US-amerikanische Organisation, die sich im Kampf gegen die Muskeldystrophie engagiert und deren von ihr betreute Patienten wegen des Engagements des Komikers Jerry Lewis für die MDA auch „Jerry’s Kids“ genannt werden. Die Band spielte zunächst größtenteils auf Matinees – die meisten Anhänger der noch jungen Hardcore-Szene waren minderjährig und darauf angewiesen, nachmittags stattfindende Konzerte ohne Alkoholausschank zu besuchen. 1982 war die Band mit sechs Titeln auf dem Sampler This Is Boston, Not L.A. vertreten, der wegweisenden ersten Kompilation der Bostoner Hardcoreszene. Zu diesem Zeitpunkt trat die Band auch maskiert unter dem Namen „The F.A.'s“ auf, wobei das unter diesem Namen präsentierte Songmaterial ausschließlich aus Stücken bestand, die die Stadt New York und deren Hardcore-Szene negativ darstellten – in den frühen 1980er-Jahren herrschte zwischen den Hardcore-Anhängern in Boston und New York eine große Rivalität. Nach den Aufnahmen für den Sampler musste die Band zwei Abgänge verkraften. Der zu dem Zeitpunkt 15-jährige Sänger Bryan Jones brach sich bei einem der ersten Konzerte ein Bein, woraufhin ihm seine Eltern weitere Aktivitäten mit der Band verboten; Rick Jones übernahm daraufhin zusätzlich den Posten des Sängers. Rhythmusgitarrist Dave Aronson verließ die Band und wurde durch Chris Doherty von den passenderweise gerade aufgelösten Gang Green ersetzt. In dieser Besetzung wurde 1983 das Album Is This My World? aufgenommen und auf Xclaim Records, dem Label des SSD-Gitarristen Alan Barile, veröffentlicht.
Ein Erfolg der Band über die Stadtgrenzen Bostons hinaus wollte sich zu dieser Zeit nicht einstellen; nach der Trennung vom Xclaim-Label gab es keine Nachpressungen des Albums, und es ergaben sich keine Auftrittsmöglichkeiten in anderen Regionen des Landes. Im Dezember 1984 löste sich die Band deshalb frustriert auf, und Doherty reformierte gemeinsam mit Betzger Gang Green. Auf Betreiben von Rick Jones kam es 1987 zu einer Reunion der Jerry’s Kids, wieder mit Dave Aronson an der Rhythmusgitarre und mit Mike Dean (Gang Green) an Stelle von Brian Betzger am Schlagzeug. Dean wurde nach kurzer Zeit durch Jack Clark (The Choir Boys) ersetzt. In dieser Besetzung veröffentlichte die Band 1989 noch ein weiteres Album. Auftritte außerhalb Bostons waren auch zu dieser Zeit nicht möglich, da Bassist und Sänger Rick Jones beruflich eingebunden war, so dass sich die Band 1990 wieder auflöste.
Nach dem Ende der Jerry’s Kids spielten Cenci und Betzger zeitweise bei Gang Green, die sich unter der Führung von Doherty ebenfalls mehrfach auflösten und neu gründeten. 2004 reformierten sich die Jerry’s Kids mit Ross Luongo (DYS) am Schlagzeug und gaben fortan in der Besetzung Jones-Cenci-Luongo-Clark gelegentlich Konzerte in Boston, ohne aber neues Material aufzunehmen. Clark spielte 2011 kurzzeitig bei DYS. 2018 löste sich die Band wieder auf.
2006 war die Band mit einem Titel auf dem Soundtrack des Dokumentarfilms American Hardcore vertreten. 2010 wurde sie im Dokumentarfilm All Ages porträtiert, der beim Boston Independent Film Festival und beim Nantucket Film Festival präsentiert wurde.

## Stil
Der Musikjournalist Matthias Mader bezeichnet die Band als „einen (der) Grundpfeiler des klassischen Boston-Sounds“. Das Ox-Fanzine bezeichnete die Musik der Jerry’s Kids als „schnell, rauh und kompromisslos“ und das 1983er-Album Is This My World? als Meilenstein der Hardcore-Geschichte. Der ehemalige Herausgeber des xXx-Fanzines Mike Gitter bezeichnet die Band als eine der „besten, fokussiertesten und kreativsten“ Hardcorebands und das Album Is This My World? als die vermutlich „beste Platte aus Boston in den mittleren 1980er-Jahren“. Marlene Goldman beschrieb die Musik der Jerry’s Kids für Trouser Press als „bohrende Gitarren, mahlende Rhythmen und hämmernden Gesang“ und Is This My World? als „Hardcore-Klassiker“. Das Noise-Magazin befand, die Musik der Band „wickle einen gewaltsam in eine Decke voller Angelhaken ein“.
Die Bostoner Hardcoreszene der frühen 1980er-Jahre wurde durch den Straight-Edge-Gedanken und deren Skinhead-Look dominiert. Jerry’s Kids schlossen sich dem nicht an, sondern behielten einen „normalen“ Look bei und konsumierten Alkohol. Bob Cenci gibt als musikalische Einflüsse des frühen Sounds der Band die kalifornischen Black Flag sowie die britischen Bands G.B.H. und Discharge an.

## Diskografie

### Alben
- 1983: Is This My World? (Xclaim! Records)
- 1989: Kill Kill Kill (Taang! Records)

### Sampler-Beiträge
- 1982: This Is Boston, Not L.A. (Modern Method Records)